# Premier lac du Portage du Sauvage
Premier lac du Portage du Sauvage är en sjö i Kanada.   Den ligger i regionen Abitibi-Témiscamingue och provinsen Québec, i den sydöstra delen av landet, 300 km nordväst om huvudstaden Ottawa. Premier lac du Portage du Sauvage ligger 268 meter över havet. Arean är 0,33 kvadratkilometer. Den sträcker sig 1,4 kilometer i nord-sydlig riktning, och 0,8 kilometer i öst-västlig riktning.
Sjön ligger mellan norra delen av den större sjön Lac Kipawa och Ottawafloden.
I omgivningarna runt Premier lac du Portage du Sauvage växer i huvudsak blandskog. Trakten runt Premier lac du Portage du Sauvage är nära nog obefolkad, med mindre än två invånare per kvadratkilometer.